# اور (کمون)
اِوْر (فرانسوی: Èvres‎؛ تلفظ در فرانسوی: [ɛvʁ]) یک کمون در دپارتمان‌ موز در منطقه گراند است در شمال شرقی فرانسه است.